# میخیلو میخیلیوک ایکوویچ
میخیلو میخیلیوک ایکوویچ (اوکراینی: Миха́йло І́лькович Михайлю́к؛ زادهٔ ۱ اکتبر ۱۹۴۰) شاعر اهل اوکراین است.